# 海波因特 (北卡罗来纳州)
海波因特（英語：High Point），或譯高點，是位于美国北卡罗来纳州吉尔福德县、戴维森县、兰道夫县和福赛斯县境内的一座城市，城市主体位于吉尔福德县境内。當地經濟主要依靠家具製造等製造業，高點大學位於此地。